# Rudolf Ducký
Rudolf Ducký (* 4. června 1957) je bývalý slovenský fotbalista, útočník a záložník, reprezentant Československa.
Za československou reprezentaci odehrál roku 1981 jedno utkání (přátelský zápas s Argentinou), 2x startoval za reprezentační B-mužstvo. V lize odehrál 242 utkání a dal 21 gólů. Hrál za Inter Bratislava (1978–1986) a Slovan Bratislava (1988–1989). 8x startoval v evropských pohárech.